# Hagen Melzer
Hagen Melzer (16 giugno 1959) è un ex siepista tedesco.

## Palmarès
| Anno                                 | Manifestazione  | Sede       | Evento       | Risultato  | Prestazione | Note |
| ------------------------------------ | --------------- | ---------- | ------------ | ---------- | ----------- | ---- |
| In rappresentanza della Germania Est |                 |            |              |            |             |      |
| 1977                                 | Europei U20     | Donetsk    | 2000 m siepi | 6º         | 5'36"1m     |      |
| 1982                                 | Europei         | Atene      | 3000 m siepi | 4º         | 8'21"33     |      |
| 1983                                 | Europei indoor  | Budapest   | 3000 m       | 8º         | 8'00"74     |      |
| 1983                                 | Mondiali        | Helsinki   | 3000 m siepi | 11º        | 8'21"33     |      |
| 1986                                 | Europei         | Stoccarda  | 3000 m siepi | Oro        | 8'16"65     |      |
| 1987                                 | Mondiali        | Roma       | 3000 m siepi | Argento    | 8'10"32     |      |
| 1988                                 | Giochi olimpici | Seul       | 3000 m siepi | 10º        | 8'19"82     |      |
| 1990                                 | Europei         | Spalato    | 3000 m siepi | 7º         | 8'22"48     |      |
| In rappresentanza della Germania     |                 |            |              |            |             |      |
| 1991                                 | Mondiali        | Tokyo      | 3000 m siepi | 12º        | 8'45"58     |      |
| 1992                                 | Giochi olimpici | Barcellona | 3000 m siepi | Semifinali | 8'38"07     |      |

## Altre competizioni internazionali
1979
- Coppa Europa di atletica leggera ( Torino)

1983
- Coppa Europa di atletica leggera ( Londra)

1985
- 5º in Coppa del mondo ( Canberra), 3000 m siepi - 8'42"92

1986
- Argento all'ISTAF Berlin ( Berlino), 3000 m siepi - 8'21"27

1987
- Bronzo in Coppa Europa ( Praga), 3000 m siepi - 8'21"23
- Bronzo al Memorial Van Damme ( Bruxelles), 3000 m siepi - 8'17"27

1989
- Bronzo in Coppa del mondo ( Barcellona), 3000 m siepi - 8'23"21